# Tranvía de la Baixada Santista
El tranvía de la Baixada Santista (en portugués: VLT da Baixada Santista) es un sistema de vehículos de tren ligero que opera en 2 municipios de la Región metropolitana de la Baixada Santista, en el estado de São Paulo. Es operado por el Consórcio BR Mobilidade.
Actualmente consta de una única línea en funcionamiento, que cuenta con 15 estaciones y una longitud de 11,5 kilómetros. El sistema entró en operación comercial el 31 de enero de 2016. Se encuentra en construcción un segundo tramo del sistema, compuesto por 14 estaciones y 8 km de longitud.
Actualmente, sólo sirve a los municipios de Santos y São Vicente, sin embargo, los municipios de Cubatão y Praia Grande están postulando para futuros tramos del sistema. El sistema registró un tráfico de 270 mil pasajeros en febrero de 2017.

## Historia
La operación comercial del sistema comenzó el 31 de enero de 2016, cobrándose una tarifa unitaria de R$ 3,80. Entre febrero y abril de 2016, el sistema operó diariamente entre las 09:00 y las 16:00 horas. El 10 de abril se amplió el horario de circulación de trenes, de 7:00 a 19:00 horas, permitiendo el uso del sistema en horas punta por parte de los trabajadores de la Baixada Santista. El 5 de marzo de 2017, el horario de apertura del VLT se volvió a ampliar, comenzando a las 5:30 am y finalizando a las 8:00 pm. 52 días después, la hora de cierre de la operación eran las 23.30 horas.
El 15 de junio de 2016 fue inaugurado el Centro de Control Operacional (CCO) del VLT Baixada Santista, ubicado junto al Pátio Porto.  El Centro de Control Operativo controla el funcionamiento de los vehículos, los sistemas de energía, el movimiento electrónico de pasajeros (embarque y desembarque) y la seguridad de estaciones y vías.  Pátio Porto alberga el estacionamiento de trenes (con capacidad para 33 VLT) y toda el área de mantenimiento con talleres, equipos de lavado de trenes, área de rectificación de ruedas, depósitos, almacén y la subestación de energía.
El 19 de junio de 2016 se inició la integración del VLT con 37 líneas de autobuses metropolitanos como parte del Sistema Integrado Metropolitano, con el objetivo de reestructurar el transporte público en la Baixada Santista, brindando a los usuarios una movilidad más económica, ya que es posible utilizar los dos sistemas, pagando una tarifa única.

## Pasajeros transportados
| Año  | Pasajeros |
| ---- | --------- |
| 2016 | 605 000   |
| 2017 | 5 900 000 |
| 2018 | 7 000 000 |
| 2019 | 8 100 000 |
| 2020 | 5 200 000 |
| 2021 | 4 900 000 |
| 2022 | 6 360 000 |
| 2023 | 7 400 000 |